# Abraham de Arévalo

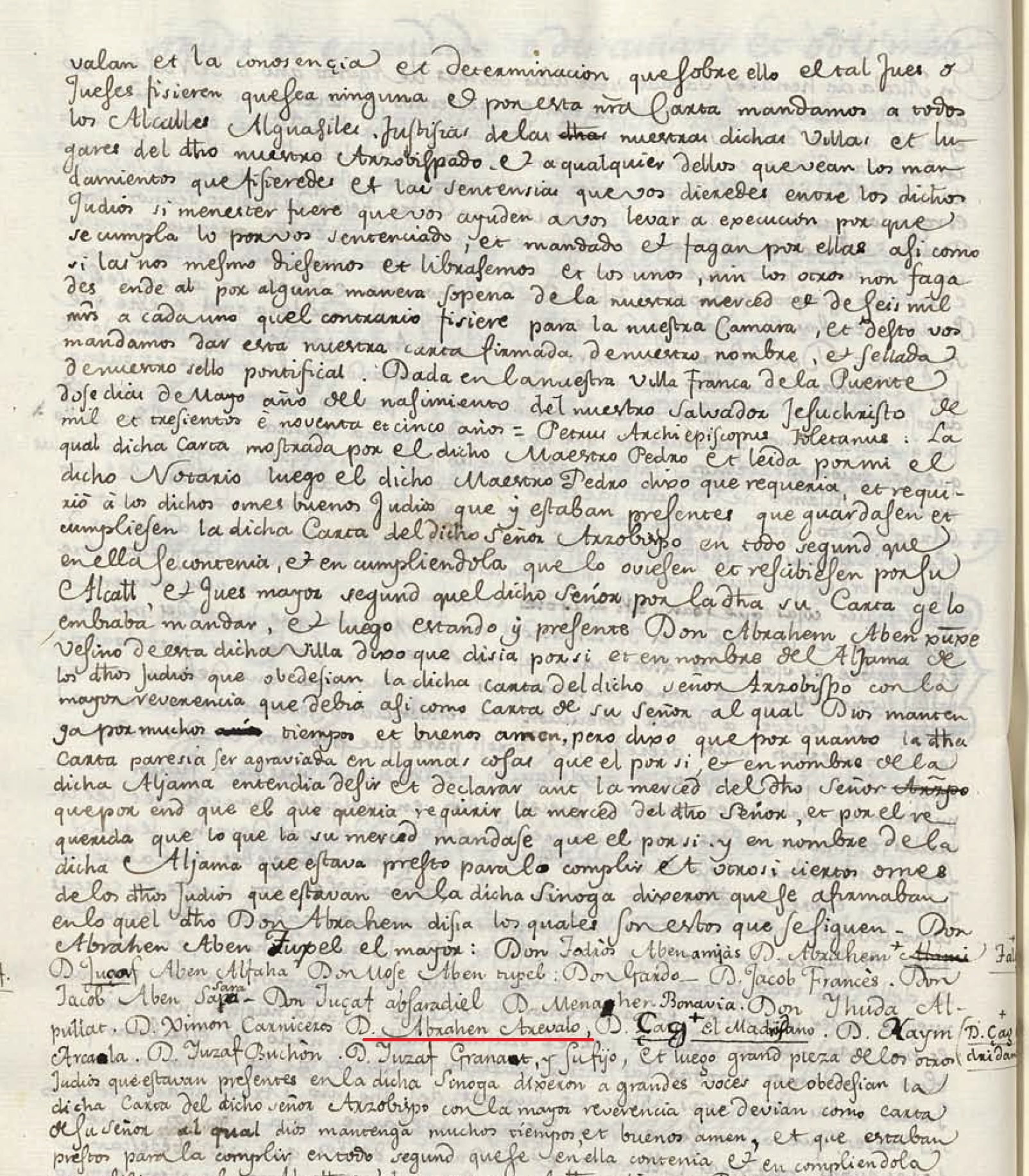
7 de agosto de 1395. Abraham de Arévalo, firma entre otros cabezas de familia de la Aljama de Alcalá de Henares ante el Arzobispo de Toledo

Abraham de Arévalo, judío de Alcalá de Henares, activo entre el siglo XIV y XV; su mujer se llamaba Jamila y sus hermanos fueron Samuel, David y Moshe bar Ungel. Descendía del físico Menahem bar Aaron, físico del rey Alfonso el Sabio y luego de Fernando el Santo. Menahem estaba casado con Hanna y tenían por hijo a Haim ben Tzadok, físico también del Rey Fernando el Santo, ancestro de Zaradiel Ben Tzadok, todos de la Casa Sacerdotal de Israel en el exilio. Tío de Abraham fue Jusef ben Zadok de Arévalo, importante cronista y poeta hebreo, el cual declara que su padre se llamaba Zaradiel. 

## Mercader y Rabino
Abraham de Arévalo fue in importante jerarca judío de la Aljama de Alcalá de Henares en el siglo XIV y XV, con una fecunda formación financiera, el Consejo de Alcalá le confió algunas rentas municipales tales como los arrendamientos de algunas dehesas como las de Alvega, Carramadrid, o la del Sotillo de la Cabeza, así como de los impuestos sobre la leña de las tenerías o el peso y el pesillo. Alcalá pertenecía al Cabildo de la Catedral de Toledo y junto a otros judíos cabeza de familia formaban una comunidad abierta e importante (otros judíos de la época: los Abenarroyo los Abensabad; los Abenjujén; los Alcón; los Arragel; los Bueno de Fuentes; los Cohén; los Francés; los Quiñónes y los Torica; todos emparentados entre sí y con fuertes lazos con otras Aljamas en Toledo).

## Asesor financiero y hombre de negocios
Abraham de Arévalo tenía propiedades en Alcalá de Henares, Madrid, Guadalajara, Buitrago y Talamanca. También, la renta del pan pontifical, de los excusados de la obra de la iglesia, rentas de los vestuarios y diezmos. Independiente de su posición los Arévalo, así como el resto de judíos de la Aljama eran pecheros. 
En su estudio "Aproximación al estudio de los judíos de Alcalá de Henares en la Edad Media" Gonzalo Ferreiro comenta: "las buenas relaciones entre el concejo y la aljama judía se corroboran en el hecho de que, valiéndose de la fecunda formación financiera de los judíos, el concejo confió el cobro de algunas rentas municipales, tales como los arrendamientos de algunas dehesas como las de Alvega, Carramadrid, o la del Sotillo de la Cabeza, así como de los impuestos sobre la leña de las tenerías o el peso y el pesillo, a diecisiete judíos de Alcalá, de 1434 a 1466. Entre ellos, destacaron Abrahem Arévalo, Rabí Hudá, el Dorado, Abraen Gabay, Yugaf Gabay, Ysaque Xabí. Aunque en los primeros años su participación fue escasa, su intervención fue aumentando progresivamente hasta acaparar en sus manos el cobro del 30% de los ingresos municipales en 1457, o del 37% en 1463''.
En la segunda mitad del siglo XV Abraham de Arévalo figura como arrendador de rentas capitulares pertenecientes al cabildo de la catedral de Toledo. junto a Abraham de Arévalo también figura Don Bueno de Fuentes, ambos son tatarabuelos de Don Pedro de Arévalo, Alcalde de Guadalajara en 1530, quien fuere perseguido por ser converso. Es interesante notar que en muchas de las pujas de arrendamiento se presentaban judíos y cristianos como socios sin discriminación. 

## Fallecimiento y legado
Abraham de Arévalo parece no estar activo después de la mitad del siglo XV, sus descendientes, partiendo por su hijo Ysaque, reciben bautismo converso antes de 1488, Ysaque siendo ya un hombre viejo acepta el bautismo católico manteniendo su toponímico de "Arévalo" pero anteponiendo patronímicos y nombres cristianos, Ysaque se le conoce como Pedro Fernández de Arévalo luego de su conversión. La razón del bautismo de Ysaque de Arévalo parte con procedimientos de justicia en contra de los judíos de los arrendamientos por no terminar de pagar las cantidades acordadas, esto debido a la decadencia y persecución hacia los judíos entre 1460 y 1492, las deudas acumulaban interés sobre interés y llegaban a cifras impagables por parte de los judíos de la Aljama (ej. lo equivalentes a lo recaudado en 2 años en producción de una ciudad mediana). Una rama de su descendencia adoptó el apellido Briceño en Chile en donde muchos de sus descendientes tomaron los hábitos eclesiásticos de la fe católica.